# Pan Shu
Impératrice Pan (??? - 252), nom personnel Pan Shu, est une impératrice de Sun Quan, le fondateur du Royaume de Wu, durant la période des Trois Royaumes de Chine.

## Vie
L'impératrice Pan était originaire du comté de Gouzhang(chinois : 句章縣), comté de Huiji(chinois : 会稽郡),ce qui correspond actuellement à la ville de Ningbo, Zhejiang, à la fin de la dynastie Han de l'Est. 
Son père était un fonctionnaire de rang inférieur qui a été exécuté pour un délit quelconque. Pan fut réduite en esclavage et affectée à l'usine textile royale. Sun Quan l'a rencontrée plus tard et, la trouvant extraordinaire, l'a prise comme concubine.D'une beauté légendaire, Pan You était connue pour son apparence mélancolique . Les glanages relatent la rencontre de Pan Shu avec Sun Quan, alors qu'elle travaillait encore dans une usine textile et que d'autres l'aliénaient pour sa beauté et la traitaient de déesse. Lorsque Sun Quan a entendu l'histoire, il a ordonné à un artiste de peindre un portrait de Pan. La beauté du portrait stupéfia Sun Quan, qui s'exclama :"C'est vraiment une déesse, même sa tristesse est si charmante, sans parler de la façon dont elle sourit." Pan était une femme charmante, capable de gagner les faveurs de l'empereur. Elle exprima donc sa jalousie de façon inconsidérée, calomniant sans cesse les autres épouses de Sun Quan jusqu'à sa mort.
Pan devenant de plus en plus populaire auprès de Sun Quan, dont le fils Sun He venait de devenir prince héritier en 242, Sun Quan décida de montrer son respect pour la mère du prince héritier en renvoyant ses autres épouses, mais Pan fit exception. Lors d'une soirée avec Sun Quan, Pan était ivre et la légende veut qu'en se gargarisant, elle ait craché un anneau de rubis que Pan a accroché à un grenadier. Sun Quan lui construisit alors un palais appelé "Liuhuantai" (chinois : 榴環台), c'est-à-dire le palais des grenades et des anneaux. Un an plus tard, Pan tombe enceinte. Elle rêva qu'on lui donnait une tête de dragon et donna naissance à Sun Liang. En tant que favoris de Sun Quan, Pan Shu et Sun Liang étaient censés devenir respectivement impératrice et prince héritier. 250, Sun Liang fut désigné par son père comme nouveau prince héritier. 251, Sun Quan fit de Pan l'impératrice et célébra la nomination de Pan en lui accordant une amnistie générale. Auparavant, aucune des consorts, y compris la mère du prince héritier, n'avait été officiellement nommée impératrice, Sun Quan ayant déclaré qu'il ne ferait pas d'une consort une impératrice,. L'impératrice Pan a également fait preuve d'enthousiasme pour le bouddhisme. Elle a construit un temple bouddhiste à Wuchang(chinois : 武昌), appelé " temple Huibao"(chinois : 惠寶寺), qui était le premier temple bouddhiste de la région.
En 252, alors que Sun Quan était gravement malade, l'impératrice Pan demanda à son garde du palais, Chang Sun Hong, comment l'impératrice Lu était arrivée au pouvoir après la mort de son mari. Cependant, à cause du stress lié aux soins constants prodigués à Sun Quan, elle tomba elle-même malade. Elle fut finalement tuée dans son sommeil. Les fonctionnaires de Wu ont affirmé que son serviteur l'avait étranglée pendant son sommeil et que sa mort était due à des causes naturelles ; la raison de son assassinat reste controversée, car les Archives des trois royaumes n'en font pas mention. Une enquête sur sa mort a conduit à l'exécution de 6 à 7 personnes. Après la mort de l'impératrice Pan, ses sujets ont ressenti du chagrin et ont organisé des prières en son honneur. Sun Quan mourut peu de temps après elle. L'impératrice Pan a été enterrée avec Sun Quan au mont Zijinshan à Nanjing.
Son nom personnel n'est pas mentionné dans les archives des Trois Royaumes, mais son nom est mentionné dans les archives de Jiankang en tant que "Shu", et elle était donc également connue sous le nom de "Pan Shu".